# Sultanato di Bijapur

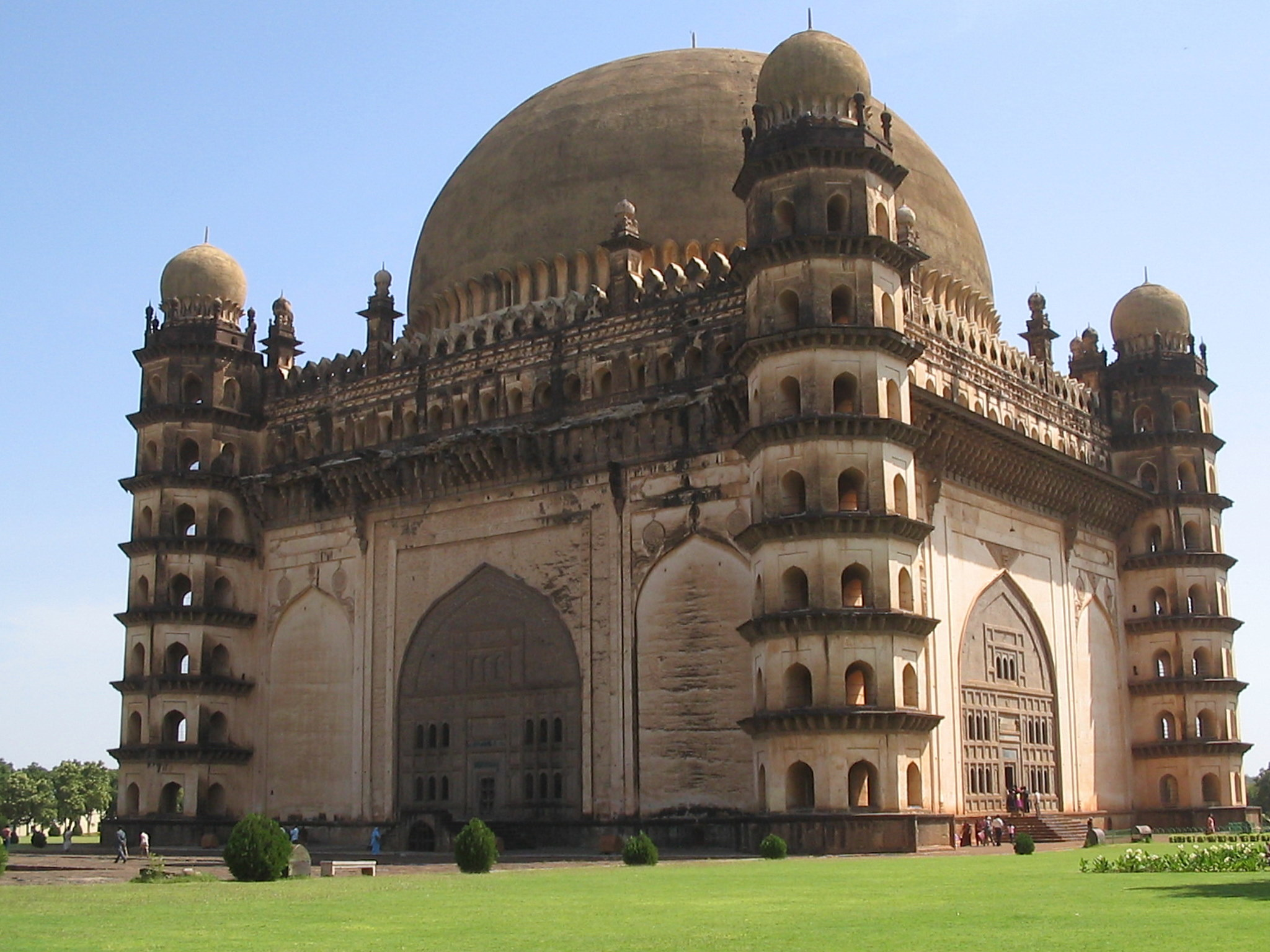
Gol Gumbaz

Il Sultanato di Bijapur, retto dalla dinastia islamica sciita degli ʿĀdil Shāhī dal 1489 al 1686, fu fondato da Yūsuf ʿĀdil Shāh nell'attuale Distretto di Bijapur, nel Karnataka (Distretto di Bijapur, India), nell'area occidentale del Deccan meridionale). Bijapur fu una provincia del Sultanato di Bahmani (1347–1518) prima del suo declino politico negli ultimi 25 anni del XV secolo e della caduta finale nel 1518, quando fu diviso in cinque Stati: Ahmednagar, Berar, Bidar, Bijapur e Golconda, noti come Sultanati del Deccan.
Il sultanato di Bijapur fu assorbito nell'Impero Moghul il 12 settembre 1686, dopo la sua conquista da parte dell'Imperatore Aurangzeb.

## Storia
Bijapur fu fondata a ovest dello Stato portoghese di Goa e a est del sultanato di Golconda sotto la dinastia Quṭb Shāhī.
Il sultanato fu fondato da Yūsuf ʿĀdil Shāh (1490–1510), un probabile schiavo georgiano che divenne governatore della provincia per conto dei Bahmani e, prima di creare uno Stato de facto indipendente. Insieme al figlio Ismāʿīl, usò generalmente il titolo di ʿĀdil Khān, un termine mongolo adottato in lingua persiana e considerato di grado inferiore a quello regio di Shāh. Ibrāhīm ʿĀdil Shāh I (1534–1558), nipote di Yūsuf, fu l'unico ad adottare il titolo di ʿĀdil Shāh.
Nella sua storia, i confini del sultanato cambiarono costantemente. Quello settentrionale, estesosi tra il Maharashtra meridionale e il Karnataka settentrionale, rimase relativamente stabile. Il sultanato si espanse verso sud, a partire dalla conquista del Raichur Doab a seguito della sconfitta dell'Impero di Vijayanagara nella battaglia di Talikota nel 1565. Le campagne seguenti, guidate soprattutto da Moḥammed ʿĀdil Shāh (1627–1657), estesero i confini formali e l'autorità nominale di Bijāpūr fino a Bangalore nel meridione.
Ibrāhīm ʿĀdil Shāh I (1534–1558) e ʿAlī ʿĀdil Shāh (1558–1579) rimodellarono la capitale dell'omonimo sultanato con una cittadella, mura cittadine, una moschea-cattedrale, palazzi reali e grandi infrastrutture idriche. I loro successori, Ibrāhīm ʿĀdil Shāh II (1580–1627), Moḥammed ʿĀdil Shāh e ʿAlī ʿĀdil Shāh II (1657–1672), la adornarono ulteriormente con palazzi, moschee, mausolei e altre strutture, considerati alcuni dei migliori esempi dell'architettura indo-islamica.
Dopo il crollo del Sultanato di Bahman, Bijāpūr fu coinvolta nell'instabilità e nel conflitto costante contro l'Impero di Vijayanagara e altri sultanati del Deccan, fino alla già citata battaglia di Talikota nel 1565. Bijāpūr, nel 1619 avrebbe conquistato il sultanato di Bidar. L'Impero portoghese, intanto, esercitò sempre maggiore pressione sul grande porto di ʿĀdil Shāhī di Goa, finché non fu conquistato sotto il regno di Ibrāhīm II. Dopo ciò, il sultanato rimase relativamente stabile, ma fu danneggiato dalla rivolta di Shivaji, figlio di un comandante maratha al servizio degli ʿĀdil Shāh. Shivaji fondò un regno indipendente, il futuro Impero Maratha, uno dei più grandi imperi in India fino alla conquista dell'India da parte dell'Impero britannico. Ma la più grande minaccia per Bijāpūr, per tutto il tardo XVI secolo, fu l'espansione dell'Impero Mughal nel Deccan, anche tramite la distruzione degli ʿĀdil Shāhī, indebolito, ironia della sorte, dalla rivolta di Shivaji. Dopo graduali accordi che imposero sempre più controllo dei Mughal sugli ʿĀdil Shāhī, Bijāpūr riconobbe la totale autorità dei Mughal nel 1636, ma ciò non bastò: le richieste dei sovrani Mughal, infatti, strapparono agli ʿĀdil Shāhī tutta la loro ricchezza, fino a quando i primi conquistarono i secondi nel 1686.

## ʿĀdil Shāhī di Bijapur
- Yusuf 'Adil Shah (1490–1510)
- Isma'il 'Adil Shah (1510–1534)
- Mallu 'Adil Shah (1534)
- Ibrahim 'Adil Shah I (1534–1558)
- 'Ali 'Adil Shah I (1558–1579)
- Ibrahim 'Adil Shah II (1580–1627)

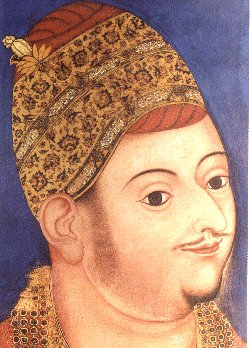
Sultano Ibrāhīm ʿĀdil Shāh II

- Mohammed 'Adil Shah (1627–4 novembre 1656)
- 'Ali 'Adil Shah II (1656–24 novembre 1672)
- Sikandar 'Adil Shah (1672–26 settembre 1686)